# Famille du Puiset
La famille du Puiset, issue de la maison de Breteuil, tire son nom de la ville du Puiset, située à l'époque dans le Chartrain et actuellement dans le département français d'Eure-et-Loir. Il y avait un château, construit par la reine Constance d'Arles, alors en lutte contre son fils Henri Ier. Celui-ci l'emporta d'assaut et le réunit au domaine royal. Profitant des troubles dus à la minorité de Philippe Ier, Hugues Blavons en prit possession.

## Famille du Puiset
Les premiers seigneurs du Puiset furent également vicomtes de Chartres, il ne faut pas les confondre avec les comtes de Chartres ni les vidames de Chartres. Cette vicomté était un fief, vassal du comté du même nom, mais avec qui les relations furent plus que conflictuelles.
Hugues Ier Blavons, troisième fils d'Erard Ier de Breteuil fut un vassal indocile qui ne respecta ni l'autorité royale, ni celle de l'évêque de Chartres. De sa femme Alix de Montlhéry, il laissa neuf enfants :
- Guillaume ;
- Érard III[Note 1], mort en 1099, seigneur du Puiset, vicomte de Chartres, qui suit
- Hugues II, auteur de la branche des comtes de Jaffa, qui suivra ;
- Gui Ier, seigneur de Méréville, vicomte d’Étampes, mort vers 1127 ;
- Gilduin, mort vers 1130-35, croisé, religieux à Saint-Martin-des-Champs, prieur à Lurcy-le-Bourg[5], abbé de Sainte-Marie de la vallée de Josaphat ;
- Galéran, seigneur de Bira dans le comté d'Édesse, mort en Palestine vers 1123-26 ;
- Raoul ;
- Humberge, mariée à Galon II de Beaumont-sur-Oise, vicomte de Chaumont-en-Vexin ;
- Eustachie.

Érard III, seigneur du Puiset, vicomte de Chartres, tué en Palestine le 21 août 1099, épousa Adèle de Corbeil, fille de Bouchard II de Corbeil et d’Isabelle de Crécy, dont : 
- Gilduin ;
- Hugues III, seigneur du Puiset, comte de Corbeil, vicomte de Chartres, qui suit.

Hugues III, seigneur du Puiset, comte de Corbeil, vicomte de Chartres, mort en Palestine en 1132, a épousé avant 1104 Agnès de Blois, morte après 1129, fille d'Étienne II, comte de Blois et de Chartres, et d'Adèle de Normandie. Seigneur pillard et révolté, il fut soumis par le roi Louis VI le Gros et ses biens confisqués. Il laissa pour enfants :
- Érard IV, vicomte de Chartres, qui suit ;
- Bouchard († 1186), archidiacre à Orléans de 1128 à 1186 et chancelier de l'évêque de Chartres, de 1176 à 1186 ;
- Hugues (mort le 3 mars 1195), évêque de Durham.

Erard IV, mort après 1190, vicomte de Chartres, épousa Héloïse, puis Marie. De sa première épouse, il eut :
- Hugues IV, qui suit ;
- Henri ;
- Galéran ;
- Bouchard, archidiacre à Orléans, puis à Durham, mort entre 1189 et 1196.

Hugues IV, mort en 1189, fut comte de Bar-sur-Seine par son mariage avec Pétronille de Brienne, fille de Milon III de Brienne, comte de Bar-sur-Seine, et d'Agnès de Baudémont. Ils eurent :
- Milon IV, mort à Damiette en 1219, comte de Bar-sur-Seine, qui suit ;
- Helvis, mariée à Guy de Sennecey ;
- Marguerite, mariée à Simon de Bricon, seigneur de Rochefort (d'où la suite des seigneurs en partie de Bar-sur-Seine et du Puiset), puis à Eudes d'Apremont-sur-Saône.

Milon IV, comte de Bar-sur-Seine, prit part à la cinquième croisade et mourut à Damiette le 17 août 1219. Marié à Hélisende de Joigny, il eut :
- Hugues, mort avant 1199[réf. nécessaire] ;
- Gaucher, tué à Damiette le 30 juillet 1219, marié à Élisabeth de Courtenay, fille de Pierre II de Courtenay, empereur latin de Constantinople ;
- Un hypothétique deuxième fils du nom de Guillaume[6],[7], que certains historiens du XIXe siècle ont désigné comme Guillaume de Chartres[Note 3].

## Les comtes de Jaffa
Hugues Ier, comte de Jaffa (2e port de Terre Sainte), seigneur du Puiset (sous le nom d'Hugues II et au nom de son neveu Hugues III), vicomte de Chartres, mort en Palestine en 1118. Il administra d'abord la seigneurie du Puiset au nom de son neveu, puis, à la majorité de ce dernier, se maria et partit en Terre Sainte, où il reçut le comté de Jaffa. De Mabille de Roucy (1095 † 1122), fille d'Ebles II, comte de Roucy, et de Sybille de Hauteville, il eut : 
- Hugues II du Puiset, qui suit.

Hugues II, comte de Jaffa, puis comte de Gargan, né vers 1106, mort vers 1134. 
Apparenté avec la reine Mélisende de Jérusalem avec qui il avait des liens étroits d'amitié, il entra en conflit avec un Foulques V d'Anjou. Il fut exilé pour trois ans et se rendit en Apulée, où son parent Roger II de Sicile le fit comte de Gargan. Il mourut peu après.

## Armes
Les seigneurs de Puiset portaient : d'argent, au lion de gueules, armé et lampassé d'or. Ils ont des armoiries identiques à celle des comtes de Poitiers et celle des ducs de Limbourg. Les comtes de Poitiers s'unirent aux rois d'Angleterre et n'usèrent plus de leur armes, tandis que les ducs de Limbourg modifièrent leur blason, ajoutant une couronne, puis une seconde queue.